# 张山雷
張山雷（1873年—1934年），名壽頤，字山雷，江蘇嘉定縣（今上海市嘉定区马陆镇）人。張山雷自幼好學，稟賦聰穎，曾師從俞德琈、侯春林及吳門黃醴泉。不數年，學業大進，給方服藥，效皆桴應，於日求治者日眾。但張山雷不以此為滿足，深感疾病變化多端，學無止境，遂又師從同邑黃墻村名醫朱閬仙。朱氏為醫學世家，業醫五代，精通各科，對外科尤為擅長，張山雷得朱氏傳授經驗，學識更見精深。

當時西學東漸，中醫日受排擠，朱氏感嘆於此，乃自出家資，於黃墻村家塾籌設中醫學校，為當時全國早期的中醫學校之一。張山雷負責擬定教學計畫、編纂講義。後又任浙江蘭溪中醫專門學校教務主任，日夜辛勤，十五年如一日，授業學生達六百多人，遍佈江、浙、皖、贛、滬等省市。為清末民初有名的中醫教育家、著作家。

## 著作
張山雷著作很多，有《難經匯注箋正》、《臟腑藥式補正》、《中風斠詮》、《瘍科概要》、《沈氏女科輯要箋正》、《醫事蒙求》、《脈學正義》、《本草正義》、《小兒藥證直訣箋正》、《醫論稿》等二十五種，大部分為當時學校教材。